# Dia Mundial da Liberdade de Imprensa

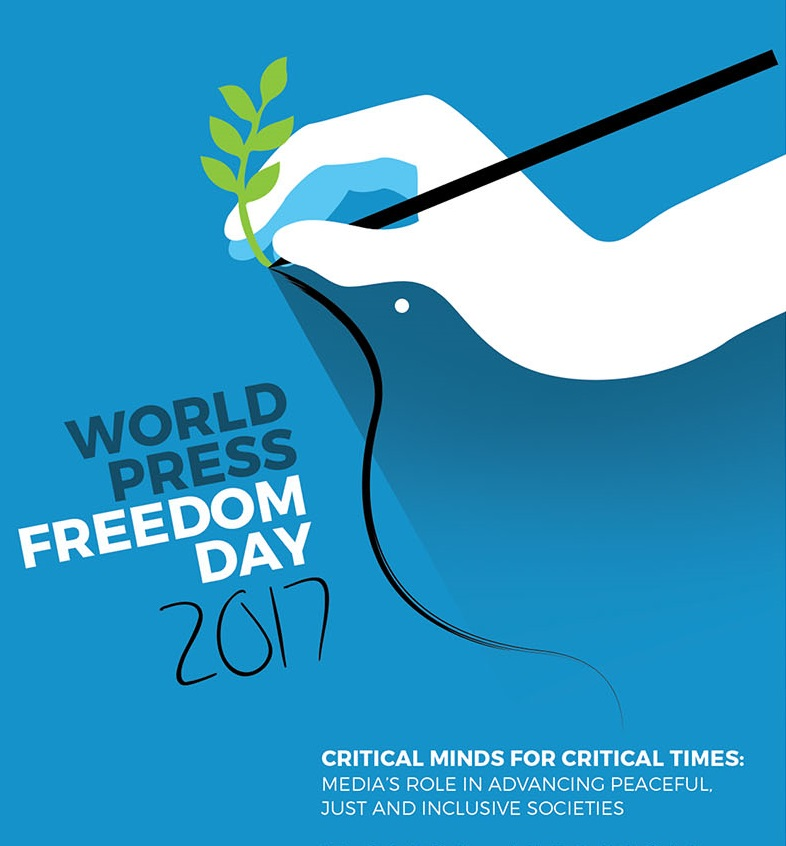
Pôster de 2017 do Dia Mundial da Liberdade de Imprensa

O Dia Mundial da Liberdade de Imprensa é celebrado no dia 3 de maio. A data foi criada em 20 de dezembro de 1993, com uma decisão da Assembleia Geral das Nações Unidas, e celebra o Artigo 19 da Declaração Universal dos Direitos Humanos e marca o dia da Declaração de Windhoek, uma afirmação feita com jornalistas africanos em 1991 afirmando os princípios da liberdade de imprensa junto com a UNESCO.

## Premiação
A UNESCO marca as comemorações do Dia Mundial da Liberdade de Imprensa premiando um indivíduo, organização ou instituto que contribuiu para a defesa da liberdade de imprensa pelo mundo, mesmo enfrentando perigos, com o prêmio Unesco/Guillermo Cano Liberdade de Imprensa. O nome do prêmio é uma homenagem a Guillermo Cano Isaza, um jornalista colombiano assassinado às ordens de Pablo Escobar em frente do prédio do jornal onde trabalhava, o El Espectador.